# Green Blood
Green Blood (japonsky GREEN BLOOD-グリーン・ブラッド-, Gurín Buraddo) je japonská seinen manga o pěti svazcích, kterou napsal a ilustroval Masasumi Kakizaki. Manga vycházela v časopisu Šúkan Young Magazine nakladatelství Kódanša v letech 2011 až 2013. V Česku mangu od února 2020 vydává nakladatelství CREW pod názvem Green Blood – Zelená krev.